# Der Deutsche Weg
Der Deutsche Weg war eine katholische Exilzeitung, die während der Zeit des Nationalsozialismus von 1934 bis 1940 in Oldenzaal (Niederlande) und danach kurzzeitig in Paris in wöchentlicher Erscheinungsweise herausgegeben wurde. Ihre Gründer, der Jesuit Friedrich Muckermann und Josef Steinhage, wollten mit ihr ein antichristliches Wesen des Nationalsozialismus aufzeigen. Trotz zahlreicher Widerstände und Probleme gelang es, die Zeitung bis zum deutschen Westfeldzug am Leben zu erhalten.

## Geschichte

### Gründungsphase

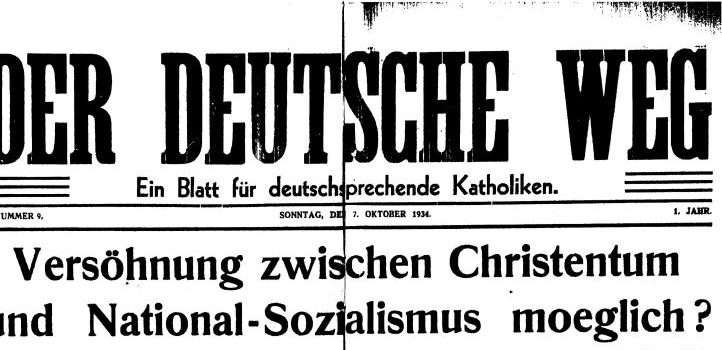
Eine Titelseite von 1934

Muckermann war seit 1923 als Nachfolger von Richard Kralik Herausgeber der Literaturzeitschrift Der Gral und der wöchentlichen Katholischen Kirchenblatt-Korrespondenz, des Weiteren betrieb er eine Presseagentur für katholische Zeitungen, die nach seinen Angaben täglich 400 Zeitungen belieferte. Als Teilhaber oder Herausgeber lieferte Muckermann auch Inhalte für Radio, Schallplatte und Film.
Seiner Haltung, dass der Nationalsozialismus von Grund auf antichristlich sei und bekämpft werden müsse, standen andere Auffassungen führender Kirchenvertreter entgegen, nach denen man die Entwicklung abwarten solle; wenn sich das NS-Regime überhaupt halten könne, so sei doch eine Mäßigung zu erwarten. Muckermann beschloss, ins Exil zu gehen, dies geschah wohl im letzten Augenblick, einem Gestapo-Termin hatte er zuvor noch ausweichen können.
Zunächst arbeitete Muckermann in den Niederlanden von seinem Oldenzaaler Korrespondenzbüro aus weiter. Seine auf Privatbezug umgestellten Katholischen Nachrichten erschienen unter ständig wechselnden Tarnnamen, bis die Gestapo ihre Bezieher unter Druck setzte, sodass sie eingestellt werden mussten. Denkbar war nach einem Neuerscheinen nur noch eine illegale Einfuhr, die jedoch einer legalen finanziellen Grundlage bedurfte. Daraufhin kam Muckermann mit Josef Steinhage, dem Herausgeber der Deutschen Post, einem Kirchenblatt, das sich an in den Niederlanden lebende Katholiken wandte, dahingehend überein, sowohl dessen praktisch bankrottes Blatt einzustellen als auch die Katholischen Nachrichten nicht wiederzubeleben, sondern die Abonnenten beider Blätter (bei der Deutschen Post etwa 1000) mit einer neuen Zeitung zu beliefern, dem wöchentlich erscheinenden Deutschen Weg. Der Titel geht auf ein früheres gleichnamiges Blatt des Politikers Joseph Joos zurück.
Muckermann wurde Herausgeber, während Steinhage sich um die technischen Belange kümmerte. Der Deutsche Weg erschien seit dem 12. August 1934 sonntags in Oldenzaal. Die Zeitung erwies sich als nicht kostendeckend und musste zunächst durch andere Publikationen, die unter der faktischen Leitung Muckermanns noch in Münster erschienen, subventioniert werden. Als der Deutsche Weg die Kostendeckung erreicht hatte, übte die Gestapo in Deutschland Druck auf die Bezieher der aus Münster stammenden Publikationen aus, sodass praktisch keine Zahlungen mehr erfolgten und der Deutsche Weg nun umgekehrt diese Publikationen bis zu deren Verbot mittrug. Muckermann stand häufig unter dem Zwang, durch Vortragsreihen die finanzielle Lage aufzubessern.
Neben der beabsichtigten Wirkung auf Deutschland und der Gewinnung von Exilierten als Lesern hatte die Zeitung auch im niederländischen Grenzgebiet arbeitende Deutsche im Blickfeld, ein Ziel, das die Anfang 1934 eingestellte sozialdemokratische Exilzeitung Freie Presse ebenfalls verfolgt hatte. Einbezogen in diesen Plan waren darin die meist deutschen Seelsorger, die dafür sorgen sollten, dass Auslandsdeutsche Muckermanns Botschaften weitertrugen.

### Etablierung und Schwierigkeiten
Der Deutsche Weg verstand sich nicht als politische Wochenschrift, sondern versuchte seine Ablehnung des Nationalsozialismus allein aus der christlichen Religion und der daraus hervorgegangenen Kultur abzuleiten. Der Hintergrund hierzu war auch, dass sonst durch die niederländische Regierung, die oft genug mit der deutschen Gesandtschaft zu tun bekam, ein massives Einschreiten zu befürchten war. Doch an Kritik wurde nicht gespart, sei es zur Verfolgung von Kirche und Priestern im Deutschen Reich, durch Stellungnahmen zur dortigen politischen Situation, durch die Veröffentlichung von Befehlen des NS-Regimes, die dessen Wesen bloßstellen sollten, als auch durch die Gegenüberstellung deutscher und ausländischer Agenturmeldungen.
Den von Deutschland aus ausgeübten Druck bekam Muckermann schon bald persönlich zu spüren. Hatte er schon durch die niederländische Regierung ein Redeverbot erhalten, so wurde nun auch noch der Zeitung untersagt, Reichsdeutsche in leitenden Positionen zu beschäftigen. Daraufhin wurde der Oldenzaaler Pfarrer Franz H. J. Stokman offiziell als Chefredakteur eingesetzt, während in Wirklichkeit weiterhin Muckermann die Fäden zog. Laut Muckermann handhabte Stokman seine Rolle geschickt, die darin bestand, die Zeitung mit Nachdruck vor den niederländischen Behörden zu vertreten, während er sich ins Innere der Zeitung nicht einmischte. Steinhage blieb nach wie vor organisatorischer Leiter.
Da die niederländische Regierung die Zeitung nun auf deutschen Druck nicht mehr ohne weiteres verbieten konnte, da es sich ja nun offiziell um ein durch einen Inländer redigiertes Blatt handelte, versuchte man aus Deutschland, auf andere Weise gegen den Deutschen Weg vorzugehen. Nach dem Einmarsch in die Tschechoslowakei ließ man die gebildete Marionettenregierung in Den Haag vorsprechen, die versuchte, eine Einstellung des Blattes zu erkaufen oder es zumindest unter nationalsozialistische Kontrolle zu bekommen. Der Jesuitenorden kam wegen Muckermanns Person in Deutschland unter Druck, weshalb dieser zunächst aus der Schusslinie genommen wurde, indem er 1936 als Professor nach Rom beordert und ihm die Leitung der Lettres de Rome übertragen wurde. Er arbeitete jedoch mit Wissen des Ordens an seinen Publikationen weiter und wurde dabei teilweise von seiner Redaktion begleitet. Den Nationalsozialisten entging dies nicht und sie ließen ihn bespitzeln. In Rom gelang es dem V-Mann der Abwehr Gabriel Ascher ihn unentdeckt zu begleiten, ein anderer Spitzel, Hermann Engelfried, der sich in der Redaktion befand, wurde von ihm selbst enttarnt. Im November 1937 verließ Muckermann Rom wieder, da die Menge an Gestapo-Beamten derartig anstieg, dass sein Wirken dort unmöglich gemacht wurde. Steinhages Frau und Kinder sollten später noch gleich zu Beginn des Westfeldzugs durch einen früheren Helfer, der Schmuggeldienste für die Zeitung geleistet hatte, verhaftet werden.
Der Grenzschmuggel ging auf verschiedenen Wegen wie die Handelsschifffahrt, Handlungsreisende, Grenzgänger und -bewohner vonstatten. Unterstützung soll es ebenfalls durch einige Postbeamte gegeben haben. Von der Rheinlinie, Münster, wo Muckermann noch viele Kontakte hatte, und Luxemburg aus wurde das Blatt weiterverteilt, letzteres Land hatte sich als unverdächtigerer Ort angeboten. Das ähnlich ausgerichtete Der Deutsche in Polen half im Rahmen einer Kooperation, die deutsch-polnische Grenze als Umschlagstation zu verwenden. Insgesamt ging der Vertrieb des Deutschen Wegs über viele Stationen, doch wer trotz aller Vorkehrungen als Bezieher der Zeitung aufgedeckt wurde, musste mit einer Anklage wegen „Reichs- und Volkszersetzung“ rechnen. Bis zu Muckermanns Zeit in Rom agierten Albert Maring und Nanda Herbermann regelmäßig als Übermittler von Informationen zwischen Oldenzaal und Münster. Diese Art von Informationsübermittlung wurde anschließend seltener, auch weil die Treffen immer gefährlicher wurden.

### Autoren, Verhältnis zur niederländischen katholischen Presse und Verbreitung

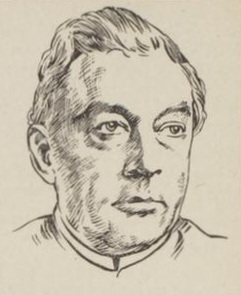
Friedrich Muckermann

Die meisten Berichte für den Deutschen Weg und bis 1937 für den Gral stammten aus Muckermanns Feder, der dabei organisatorisch von seinen Mitarbeitern unterstützt wurde. Häufig war auch Pedro Sinzig unter Pseudonym im Blatt vertreten. Unter Pseudonym schrieb auch Pater Biezer aus Großbritannien, weitere Mitarbeiter waren die Niederländer Hein Hoeben und Henricus Andreas Poels. Diese Autoren schrieben unbezahlt für die Zeitung, lediglich für Produktion und Vertrieb, Freiexemplare und den Lebensunterhalt der Familie Steinhage fielen Kosten an. Die 5000 Abonnenten konnten die Kosten oft nicht vollständig decken, Hilfe kam hier öfters von niederländischen Katholiken, so kam eine erste größere Spende vom Utrechter Erzbischof Johannes Jensen. Die Zeitung erschien den Großteil der Zeit mit acht Seiten, ab dem 17. September 1939 nur noch mit vier Seiten. Als Grund für diese Reduzierung wurde die unsichere finanzielle Lage angesichts des Kriegsausbruchs angegeben. Der Deutsche Weg wurde in 42 Staaten geliefert, doch dürfte der Großteil der Auflage in Westeuropa, der Schweiz und Österreich verkauft worden sein, wo er an Bahnhofskiosken erhältlich war und die meisten Exilierten lebten. Als Herausgeber fungierte ein nach der Zeitung benannter Verlag. Nachdem deutsche Mitarbeiter nicht mehr offiziell in leitenden Positionen arbeiteten durften, hieß dieser Neederlandia-Uitgeverij.
Probleme bereitete die zunehmende Ausdehnung des nationalsozialistischen Machtbereichs, die Abonnenten kostete. In Österreich konnte sich Muckermann erst durch die Hilfe Kurt Schuschniggs frei bewegen. Zwar gelang es ihm dort, wöchentlich 100 neue Abonnenten zu gewinnen, doch wurde eine größere Ausdehnung durch Sympathien für den Faschismus und Angst unterbunden, oft gab es für Interessierte die Zeitung nicht einmal unter dem Ladentisch zu erwerben. Dabei war Österreich noch ein einfacherer Fall als Italien, wo es kaum Bekenntnisse zum Blatt gab. Auch wenn sich die Situation in Frankreich, der Schweiz, Belgien und den Niederlanden weniger kritisch darstellte, war die Aussage im Deutschen Weg, dass er an allen dortigen Bahnhofskiosken erworben werden könne, eher als der Wunsch zu verstehen, dass durch Nachfragen erst eine solche Situation entstünde. Ein Vertrieb über Agenturen blieb die Ausnahme. Jüdische Agenturen, so Muckermann, hätten die Zeitung ebenfalls nicht in den Vertrieb aufgenommen, dies sei mal aus Angst, mal aus geschäftlichen Gründen erfolgt. Manche der Auslandsbüros, deren Vertreter kamen und gingen, hielten sich nur kurze Zeit, auch kam es zu Schließungen von eröffneten Landeskonten. Insgesamt hatte der Deutsche Weg seinem mächtigen Gegner, dem nationalsozialistischen Deutschland und seinen Helfern im Ausland, nur wenig entgegenzusetzen. Auch wirkte sich negativ aus, dass die Zielgruppe der Zeitung im Ausland den Nationalsozialismus meist als deutsches Problem ansah.
Das Verhältnis zur niederländischen katholischen Presse, deren wichtigste Vertreter De Maasbode und De Tijd waren, gestaltete sich ambivalent. Muckermann musste zuerst einmal dort für seine Positionen Überzeugungsarbeit leisten; auch wenn diese Zeitungen sich langsam auf die Linie des Deutschen Wegs begaben, verließen sie diese häufig wieder, da es in ihrer Leserschaft Sympathisanten für den Nationalsozialismus gab. Dies führte zu entsprechenden Artikeln, die auch schon mal gegen den Deutschen Weg gerichtet waren. Die unter großen Schwierigkeiten aufrechterhaltene neutrale Politik des Landes wirkte sich hierbei ebenso aus wie laut Muckermann im Fall der Tijd wirtschaftliche Beteiligungen in Deutschland.
Der Deutsche Weg war entgegen der eigentlichen Zielsetzung an Streitereien mit anderen Exilpublikationen nicht unbeteiligt. Es sah sich nicht nur dem Kampf gegen den Faschismus, sondern auch gegen den Kommunismus verpflichtet. Muckermann konnte sich nicht verkneifen, auf eine angebliche jüdische Prägung anderer Publikationen hinzuweisen, so habe das Pariser Tageblatt, das er für eine durchschnittliche Boulevardzeitung hielt, eine noch stärkere jüdische Prägung gehabt als der Neue Vorwärts. Dennoch galt letzterer, zu dem trotz weniger Kontakte ein gutes Verhältnis bestanden habe, in seinen Augen als ein gut informiertes Medium. Die geografische und ideologische Entwicklung lässt sich auch anhand der Untertitel verfolgen. Zuerst startete man mit „Organ für die deutschsprachigen Katholiken Hollands“, was nach der ersten Ausdehnung in „Ein Blatt für die deutschsprechenden Katholiken“ geändert wurde. Der Untertitel sollte auch danach noch einige Male wechseln, eine weitere Variante war kurz nach dem Kriegsausbruch ab dem 3. September 1939 „Katholisches Wochenblatt gegen nationalsozialistische und bolschewistische Welterneuerung“.
Der deutsche Westfeldzug beendete die Existenz der Zeitung, die noch kurze Zeit in Paris weiterbestand. Muckermann floh später in die Schweiz, während Steinhage in den Niederlanden untertauchte, wo er den Krieg überlebte. Seine Frau und seine Kinder (von denen zwei in die Konzentrationslager Ravensbrück und Sachsenhausen kamen), überlebten den Krieg ebenfalls.